# Cavall mallorquí
El cavall mallorquí és una raça de cavall pròpia de l'illa de Mallorca.
Es una raça pròpia de l’Illa de Mallorca que, malgrat la continuada intromissió de races foranes succeïda durant els dos darrers segles, s'ha pogut mantenir diferenciada i mantenir el tipus originari com és pot veure encara avui en dia.

#### Origen
El cavall mallorquí, està englobat dins el grup de cavalls d’origen meridional de la península ibèrica, de bona grandària, forts i aptes pel treball, que donà lloc, entre altres poblacions, a la raça catalana, avui ja desapareguda, a la mallorquina i a la menorquina. El contacte de segles amb l’altre grup ètnic estès pel Nord d’Espanya, va aportar segurament alguna característica, com poden ser el color de la capa i pelatge, propis d’aquestes races. L’actuació afortunada de diferents grups afeccionats va aconseguir no tan sols la recuperació d’aquesta raça en un moment molt difícil, sinó que, a demés es definís el morfotipus oficial a través del Registre Matrícula obert a Madrid, per la Jefatura de Cria Caballar del Ministeri de Defensa.

#### Característiques
És un animal de caràcter tranquil, fort, rústic i molt sobri. És de conformació eumètrica, sublongilini i de perfil fronto-nasal lleugerament convex. La seva silueta és esvelta i el color de la seva capa és negra. Característiques més destacades El cap és allargat, sec i descarnat, de grandària mitjana tirant a grossa, amb les orelles petites, dretes i quasi sempre plenes de pèl. Els ulls són foscs i ben manifests per lo marcades que són les arcades orbitals. El morro és ample i fort amb els oronells poc destacats. El coll és curt, i encara que profund no és gaire ample. La cabellera és abundant i el pèl és fort i gruixat. Té un pit ample i el costellam arquejat. L’esquena és recte, malgrat té tendència a ensellar-se amb l’edat. La gropa és llarga i inclinada i, en general de musculatura plana. Les extremitats són ben aplomades, poc musculades , amb travadors llargs i oblics, ben dotats de pèl i amb els genolls i garrons forts i amples. Els potons són també amples i forts. La coa és de inserció baixa, llarga i de pèl llarg i fort. El color del pèl és el negre, en totes les seves variants, el que li dona un aspecte elegant i seriós. S'accepten petites taques blanques a la cara en forma d'estel o cordó. 

#### Dades generals
L'entrada de races foranes a l’illa de Mallorca des de meitat del segle XIX fins bona part del segle XX va ocasionar a partir del primer terç de segle, la progressiva desaparició de les eguassades de raça mallorquina, la qual cosa acompanyada de la substitució de la tracció animal per la mecànica, motivà per via indirecta una despreocupació total pel manteniment d'aquesta raça en puresa. La consecució del Registre – Matrícula de la Raça Mallorquina, a l'any 1988, acompanyada del esforç de molt diverses institucions i persones va marcar una fita decisiva per aquesta raça. El cens d'animals registrats, a desembre de 2023, supera els 300 caps.
La funcionalitat d’aquesta raça, que havia estat sempre de treball i de producció mulatera ha passat els darrers anys a una orientació de cria en puresa per la pràctica de l'equitació. Atesa la seva harmonia de formes, l’elegància del color negre de pèl i el ser un animal dòcil i tranquil, el cavall de raça mallorquina té avui en dia una elevada cotització al mercat, el que fa preveure la seva estabilitat com a raça, no sols mereixedora de conservar perquè és nostra, sinó per la importància que la seva genètica significa.
Actualment (30-11-2024) hi ha uns 293 exemplars.
Va ser reconegut com a raça el 1988 per la Prefectura de Cria Cavallar del Ministeri de Defensa.
El seu ús original havia estat en les feines del camp però actualment es cria per l'equitació i l'alta cotització que té fa preveure la preservació de la raça.

## Característiques
- MORFOLOGIA DE LA RAÇA MALLORQUINA
- Prototip racial del cavall de pura raça mallorquina.
- A. Caràcters generals. És un cavall de tipus eumètric, sublongilini i de perfil lleugerament convex, d'esvelta silueta.    B. Característiques morfològiques:
- 1) Cap: Allargat i descarnat, més aviat gran, perfil lleugerament convex, orelles curtes, dretes i poblades per dins. Acusades òrbites oculars, mirada viva, morro ample i fort, oronells poc destacats.
- 2) Coll: Curt i profund no gaire gruixut. Ben inserit al tronc i amb abundant crinera de pèl gruixut i dur.
- 3) Tronc: Lleugerament allargat. Creu, manifesta. Esquena, allargada i lleugerament obliqua. Pit, ample, musculat i profund. Tòrax, amb costella arquejat. Dors, recte amb tendència a l'ensellat amb l'edat. Llom, amb discret desenvolupament muscular i amb bona inserció a dors i gropa. Ventre, no excessivament voluminós, amb ulleres proporcionades. Gropa, llarga i lleugerament inclinada. Cua, d'inserció baixa, la manté gairebé sempre en repòs i els cabells són durs i gruixuts.
- 4) Membres toràcics o anteriors: Bé aplomades, amb musculatura mitjana, braç i avantbraç potents de longitud mitjana. Genolls amples, canyes potents i descarnades. Quartilles llargues i obliqües i ben proveïdes de pèl. Casc ample i dur.   5) Membres pelvians o posteriors: Cuixa i natges amb musculatura mitjana, garrons potents i nets. Les regions situades sota les articulacions tarsianes tindran les mateixes característiques que les extremitats anteriors.
- A. Característiques fanerítiques: Capa negra, admetent-se totes les variants. Se n'exclou qualsevol altra capa. S'accepten taques blanques a la cara (estels o estrelles).
- B. Caràcters comporta-mentals i temperament  És un cavall molt resistent, rústic, sobri i especialment adaptat al seu ambient.
- C. Caràcters funcionals i aptituds. Cavall de cadira, amb gran aptitud per al passeig i enganxi, al seu moment va tenir gran acceptació per a labors agrícoles.
- D. Defectes objectables  A més dels generals per a l'espècie, s'assenyalen com a més freqüents a la Raça, a fi de procurar-ne l'eliminació, els següents:  Cap excessivament petit. Coll massa curt, de cérvol o invertit. Creu poc destacada i costellams d'escassa curvatura. Pit poc profund. Gropa excessivament caiguda. Aploms desviats de la vertical, especialment esquerres i tancats de garrons. Zones extenses de taques blanques a la cara.
- E. Defectes des-qualificadors  Taques blanques a extremitats. Capa no negra. Alçada mínima de 1,52 als mascles i de 1,48 a les femelles  Presència de gat o gallet (Col vençut). Criptorquídia i monorquídia no accidental.